# 성심수녀회

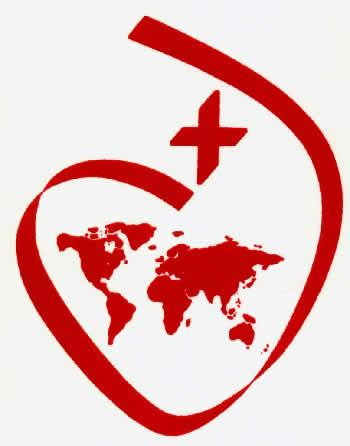
성심수녀회 로고

예수성심수녀회(Society of the Sacred Heart of Jesus), 통칭 성심수녀회는 1800년 성녀 마들렌 소피이 바라가 창립한 로마 가톨릭교회의 국제 여성 수도회이다. 약칭은 프랑스어 명칭(Religieuses du Sacré-Cœur de Jésus or Religiosa Sanctissimi Cordis Jesu)을 축약한 RSCJ이다. 현재 모원은 로마에 있으며 대한민국을 포함하여 전 세계 41개국에 진출해 있다.

## 같이 보기
- 성심여자대학교
- 성심여자대학 (일본)